# San Antonio Corrales (Hidalgo)
San Antonio Corrales es una localidad de México perteneciente al municipio de Alfajayucan en el estado de Hidalgo.

## Geografía
Se encuentra en la región del Valle del Mezquital, la localidad le corresponden las coordenadas geográficas 20° 24′ 55.091″ de latitud norte y 99° 21′ 50.141″ de longitud oeste, con una altitud de 1872 m s. n. m.
En cuanto a fisiografía se encuentra dentro de la provincia del Eje Neovolcánico dentro de la subprovincia de Llanuras y Sierras de Querétaro e Hidalgo; su terreno es de lomerío y llanura. En lo que respecta a la hidrología se encuentra posicionado en la región Panuco, dentro de la cuenca del río Moctezuma, en la subcuenca del río Alfajayucan. Cuenta con un clima semiseco templado.

## Demografía
En 2020 registró una población de 592 personas, lo que corresponde al 3.09 % de la población municipal. De los cuales 286 son hombres y 306 son mujeres. Tiene 145 viviendas particulares habitadas.
| Gráfica de evolución demográfica de San Antonio Corrales entre 1910 y 2020                   |
|                                                                                              |
| Población de los censos y conteos del Instituto Nacional de Estadística y Geografía (INEGI). |

## Economía
La localidad tiene un grado de marginación alto y un grado de rezago social bajo.